# Begoña Vía-Dufresne
Begoña Vía-Dufresne (Barcelona, 13 de fevereiro de 1971) é uma velejadora espanhola, campeã olímpica da classe 470.

## Carreira
Begoña Vía-Dufresne representou seu país nos Jogos Olímpicos de 1996, na qual conquistou a medalhas de ouro na classe 470, em 1996. 